# Corpo de Bombeiros Militar do Estado de Rondônia
O Corpo de Bombeiros Militar do Estado de Rondônia (CBMRO) é uma Corporação cuja missão primordial consiste na execução de atividades de defesa civil, prevenção e combate a incêndios, buscas, salvamentos e socorros públicos no âmbito do estado de Rondônia.
Ele é Força Auxiliar e Reserva do Exército Brasileiro, e integra o Sistema de Segurança Pública e Defesa Social do Brasil. Seus integrantes são denominados Militares dos Estados pela Constituição Federal de 1988, assim como os membros da Polícia Militar do Estado de Rondônia.

## Histórico
O serviço de combate a incêndios se iniciou quando Rondônia ainda era Território Federal.
Em 1952 foram designados dois assistentes do Governador para realizarem curso no Corpo de Bombeiros da Capital Federal.
Em 1957 foi criado o “Corpo de Bombeiros do Território”, na cidade de Guajará-Mirim, subordinado à Guarda Territorial.
Em 1967 o efetivo foi aumentado para cento e vinte integrantes, subordinados à DSG (Divisão de Segurança e Guarda) e vinculados às Prefeituras.
O atual Corpo de Bombeiros foi criado em 1977, como uma Seção de Combate a Incêndios da 1ª Companhia, do 1° BPM (Batalhão de Polícia Militar).
Em 1998 o CBMRO desvinculou-se da PMRO, passando a dispor de estrutura administrativa e financeira própria.
Para ativação dessa corporação, foram transferidos 152 Policiais Militares oriundos da PMRO, os quais passaram a denominar-se Bombeiros Militares.
Em 2002 o governo do Estado de Rondônia promoveu o 1° concurso público para ingresso no Corpo de Bombeiros, com a formação exclusiva para Bombeiros, que após a conclusão do Curso de Formação, tomaram posse em 02 de Dezembro de 2002, cento e cinquenta e um (151) novos Bombeiros Militares.

## Estrutura Operacional
- 1º GB (Grupamento de Bombeiros) - Porto Velho;
  - 2º SGB (SubGrupamento de Bombeiros) - Ariquemes;
  - 5º SGB - Guajará-Mirim;
- 2º GB - Ji-Paraná;
  - 2º SCI (Seção de Combate a Incêndios) - Ouro Preto do Oeste;
  - 3º SCI - Jaru;
- 3º GB - Vilhena;
- 4º GB - Cacoal;
  - 2º SCI (Seção de Combate a Incêndios) - Pimenta Bueno;
  - 3º SCI - Rolim de Moura.